# James Burke
James Burke (Londra, 8 dicembre 1809 – Londra, 8 gennaio 1845) è stato un pugile britannico, è stato il primo membro della comunità sorda britannica ad esercitare il pugilato nei campionati.